# Euphorbia ingens
Молочай великий (Euphorbia ingens) — вид рослин роду молочай (Euphorbia).

## Будова
Безлистий сукулент до 11 м заввишки. Квітки маленькі, жовтувато-зелені, позбавлені пелюсток, зібрані у китецеподібні суцвіття. Короткий стовбур увінчаний масивною кроною з численних розгалужених 4-5-гранних стебел. З віком рослина стає схожа на канделябр. На стеблах рядками ростуть короткі колючки.

## Поширення та середовище існування
Росте на напівпосушливих чагарникових пустищах, піщаних ґрунтах або кам'янистих пагорбах у тропічних і субтропічних регіонах Східної Африки (від Кенії до ПАР).

## Галерея

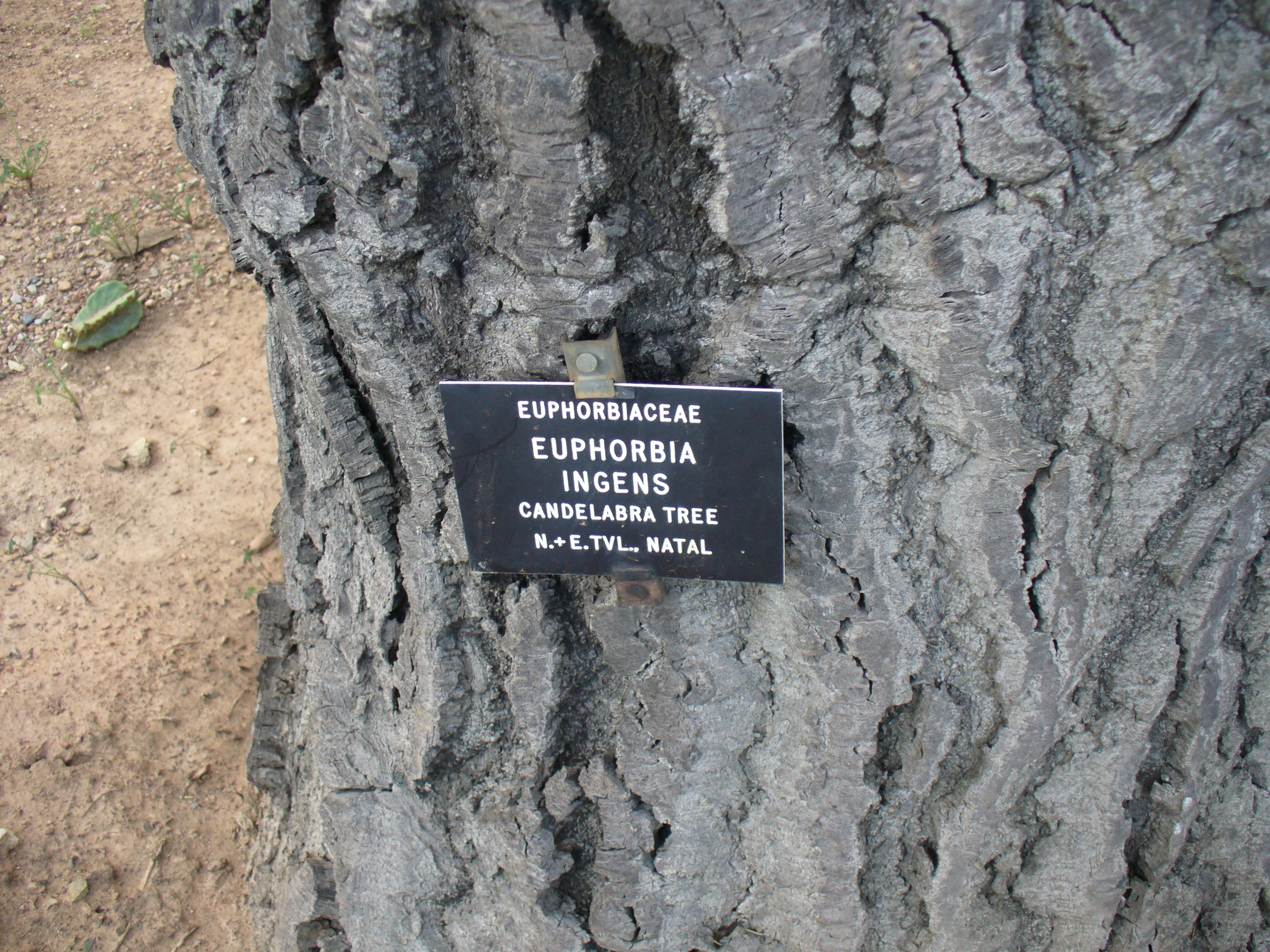
Кора
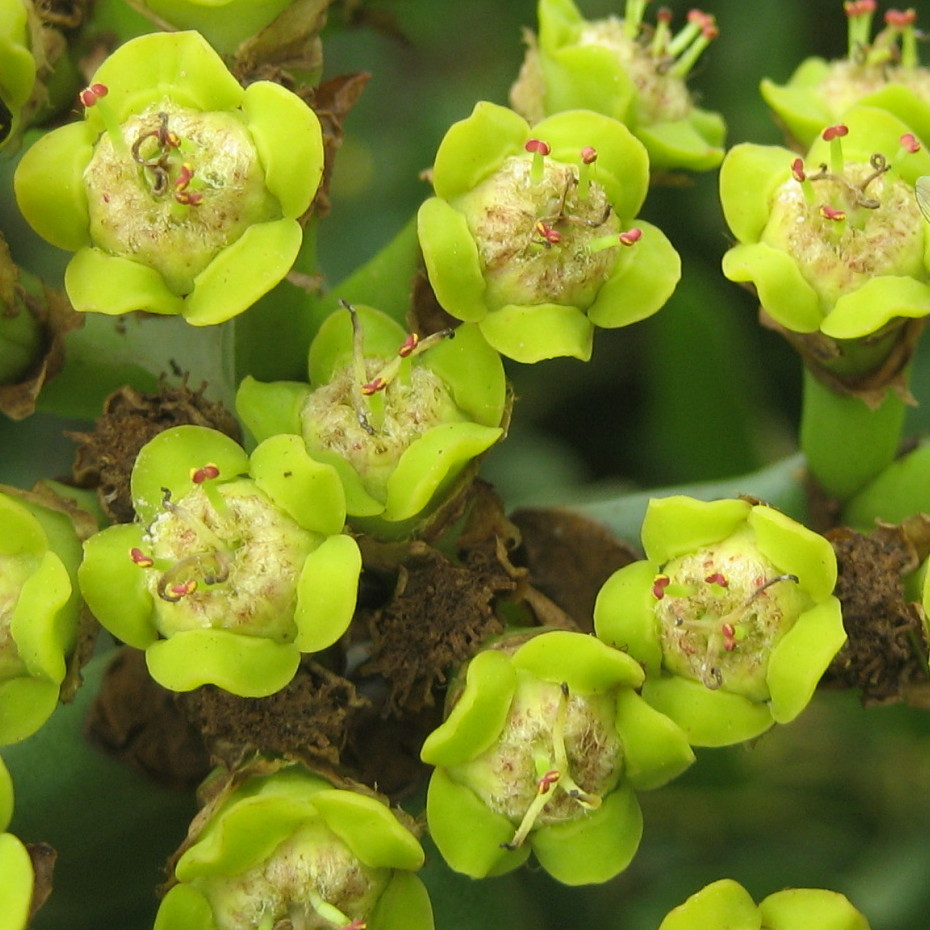
Квітки
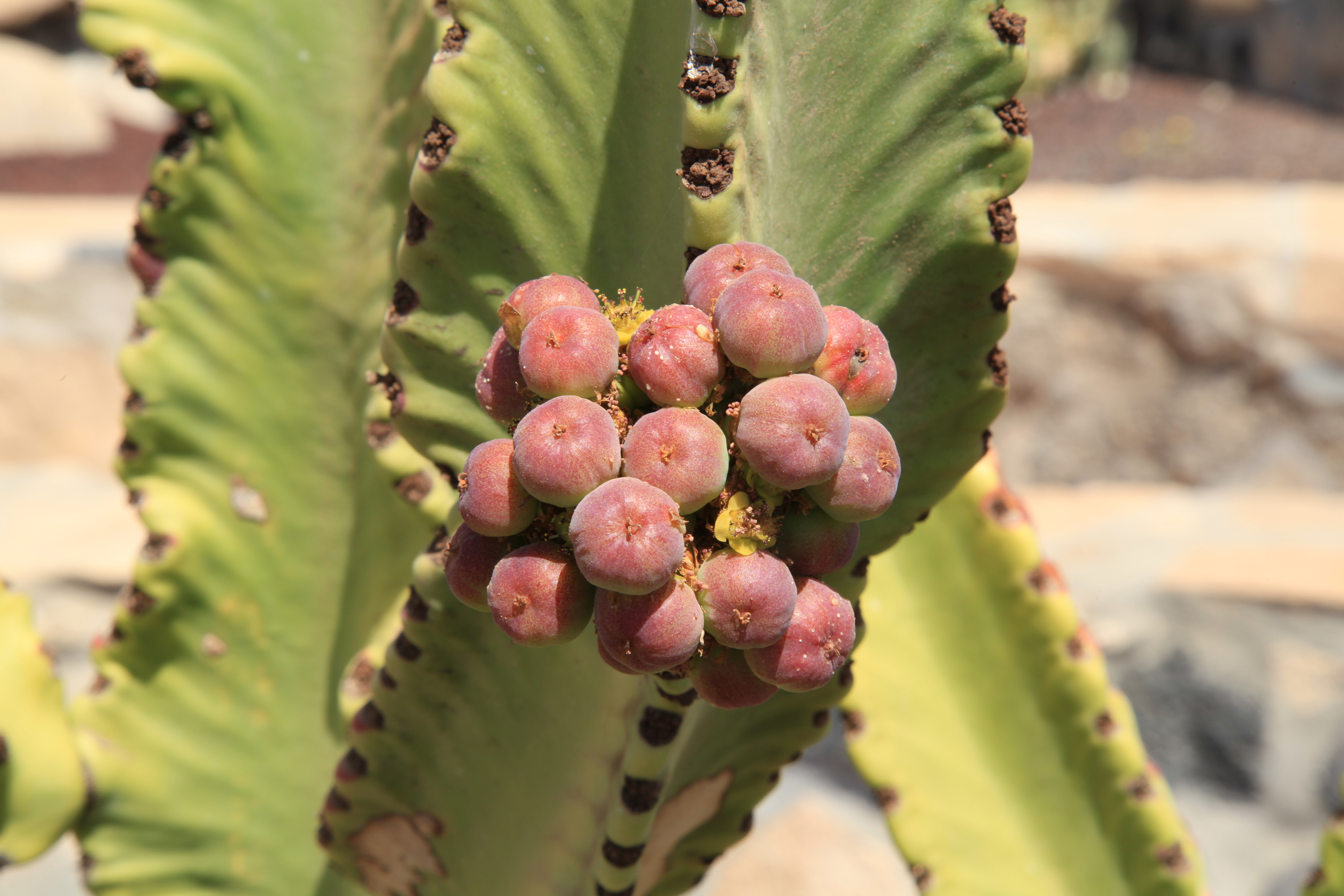
Плоди
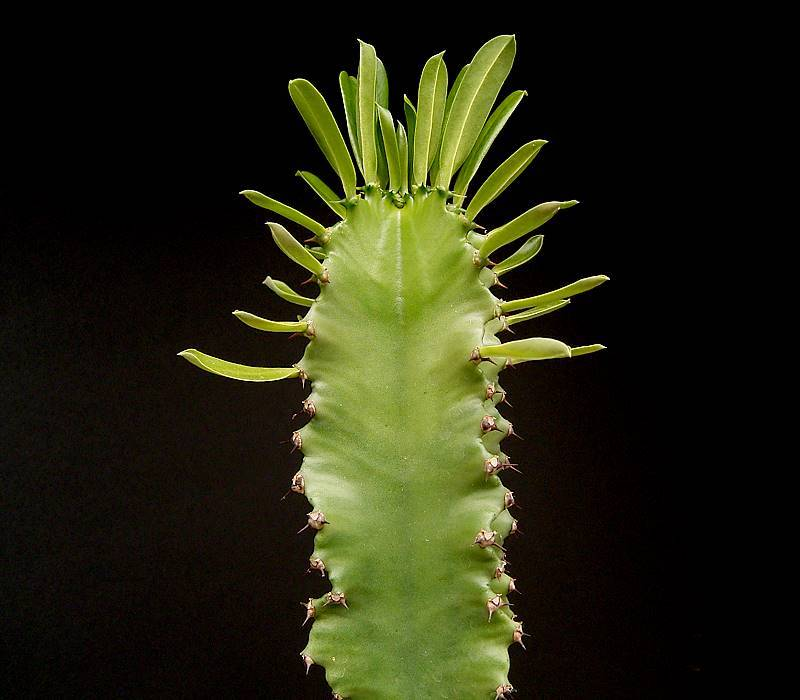
Молоді пагони